# PUM Bandara Sangia Nibandera Pomalaa
PUM Bandara Sangia Nibandera Pomalaa är en flygplats i Indonesien. Den ligger i den centrala delen av landet, 1 600 km öster om huvudstaden Jakarta. PUM Bandara Sangia Nibandera Pomalaa ligger 18 meter över havet.
Terrängen runt PUM Bandara Sangia Nibandera Pomalaa är platt. Havet är nära PUM Bandara Sangia Nibandera Pomalaa åt nordväst. Runt PUM Bandara Sangia Nibandera Pomalaa är det ganska tätbefolkat, med 90 invånare per kvadratkilometer.